# 255 Oppavia
255 Oppavia è un asteroide della fascia principale del diametro medio di circa 57,4 km. Scoperto nel 1886, presenta un'orbita caratterizzata da un semiasse maggiore pari a 2,7455270 UA e da un'eccentricità di 0,0802732, inclinata di 9,48456° rispetto all'eclittica.
Il suo nome fu dedicato alla città di Opava, città natale di Palisa, oggi nella Repubblica Ceca.
Fino al 2002 era considerato un componente della famiglia di asteroidi Cerere; in seguito è stato riconosciuto, insieme allo stesso Cerere, come un "intruso" all'interno della famiglia (rinominata in famiglia Gefion), con la quale condivide i parametri orbitali ma non l'origine.